# سیستین
سیستین (به انگلیسی: Cystine) یک اسید آمینه با فرمول (SCH2CH(NH2)CO2H)2 است که در بدن انسان از اکسیداسیون دو مولکول سیستئین تولید می‌شود که با هم پیوند دی سولفیدی تشکیل می‌دهند.
سیستئین در منابع حیوانی مانند تخم مرغ، لبنیات و گوشت مرغ و منابع گیاهی مانند پیاز، کلم بروکلی و غلات یافت می‌شود. حدود ۱۰–۱۴٪ از وزن بافتهای پوست و مو را سیستین تشکیل می‌دهد.